# Чоловіча збірна Італії з волейболу
Чоловіча збірна Італії з волейболу (італ. Nazionale di pallavolo maschile dell'Italia) — чоловіча волейбольна збірна, яка представляє Італію на міжнародних змаганнях із волейболу. Чинні чемпіони світу (11 вересня 2022) та Європи (2021).

## Історія
У півфінальному поєдинку першості світу 2022 року здолали збірну Словенії 3:0, у вирішальному матчі (фактично гостьовому, бо відбувся на майданчику арени «Сподек» у Катовицях), 11 вересня — Польщі — 3:1.

## Статитика виступів

### Олімпійські ігри
Переможці       Срібні призери        Третє місце       Четверте місце
| 1964  | Не кваліфікувались | Не кваліфікувались | Не кваліфікувались | Не кваліфікувались | Не кваліфікувались | Не кваліфікувались | Не кваліфікувались | Не кваліфікувались | Не кваліфікувались |
| 1968  | Не кваліфікувались | Не кваліфікувались | Не кваліфікувались | Не кваліфікувались | Не кваліфікувались | Не кваліфікувались | Не кваліфікувались | Не кваліфікувались | Не кваліфікувались |
| 1972  | Не кваліфікувались | Не кваліфікувались | Не кваліфікувались | Не кваліфікувались | Не кваліфікувались | Не кваліфікувались | Не кваліфікувались | Не кваліфікувались | Не кваліфікувались |
| 1976  | 1 раунд            | 8-е місце          | 5                  | 0                  | 5                  | 2                  | 15                 |                    |                    |
| 1980  | 1 раунд            | 9-е місце          | 5                  | 2                  | 3                  | 5                  | 11                 |                    |                    |
| 1984  | Півфінал           | Бронза             | 6                  | 4                  | 2                  | 14                 | 7                  |                    |                    |
| 1988  | 1 раунд            | 9-е місце          | 7                  | 4                  | 3                  | 13                 | 13                 |                    |                    |
| 1992  | Чвертьфінал        | 5-е місце          | 7                  | 5                  | 2                  | 18                 | 8                  |                    |                    |
| 1996  | Фінал              | Срібло             | 8                  | 7                  | 1                  | 23                 | 5                  |                    |                    |
| 2000  | Півфінал           | Бронза             | 8                  | 7                  | 1                  | 21                 | 8                  |                    |                    |
| 2004  | Фінал              | Срібло             | 8                  | 5                  | 3                  | 20                 | 11                 |                    |                    |
| 2008  | Півфінал           | 4-е місце          | 8                  | 5                  | 3                  | 17                 | 14                 |                    |                    |
| 2012  | Півфінал           | Бронза             | 8                  | 5                  | 3                  | 16                 | 13                 |                    |                    |
| 2016  | Фінал              | Срібло             | 8                  | 6                  | 2                  | 19                 | 10                 |                    |                    |
| 2020  | Чвертьфінал        | 6-е місце          | 6                  | 4                  | 2                  | 14                 | 10                 |                    |                    |
| 2024  | Майбутнє змагання  | Майбутнє змагання  | Майбутнє змагання  | Майбутнє змагання  | Майбутнє змагання  | Майбутнє змагання  | Майбутнє змагання  | Майбутнє змагання  | Майбутнє змагання  |
| 2028  | Майбутнє змагання  | Майбутнє змагання  | Майбутнє змагання  | Майбутнє змагання  | Майбутнє змагання  | Майбутнє змагання  | Майбутнє змагання  | Майбутнє змагання  | Майбутнє змагання  |
| 2032  | Майбутнє змагання  | Майбутнє змагання  | Майбутнє змагання  | Майбутнє змагання  | Майбутнє змагання  | Майбутнє змагання  | Майбутнє змагання  | Майбутнє змагання  | Майбутнє змагання  |
| Разом | 0 титулів          | 12/15              | 84                 | 54                 | 32                 | 182                | 125                |                    |                    |

### Чемпіонат світу
Переможці       Срібні призери        Третє місце       Четверте місце
| Чемпіонати світу | Чемпіонати світу   | Чемпіонати світу   | Чемпіонати світу   | Чемпіонати світу   | Чемпіонати світу   | Чемпіонати світу   | Чемпіонати світу   | Чемпіонати світу   |
| Рік              | Раунд              | Позиція            | І                  | В                  | П                  | СВ                 | СП                 |                    |
| ---------------- | ------------------ | ------------------ | ------------------ | ------------------ | ------------------ | ------------------ | ------------------ | ------------------ |
| 1949             | 1 раунд            | 8-е місце          | 5                  | 2                  | 3                  | 8                  | 9                  |                    |
| 1952             | Не кваліфікувались | Не кваліфікувались | Не кваліфікувались | Не кваліфікувались | Не кваліфікувались | Не кваліфікувались | Не кваліфікувались | Не кваліфікувались |
| 1956             | 1 раунд            | 14-е місце         | 10                 | 6                  | 4                  | 22                 | 14                 |                    |
| 1960             | Не кваліфікувались | Не кваліфікувались | Не кваліфікувались | Не кваліфікувались | Не кваліфікувались | Не кваліфікувались | Не кваліфікувались |                    |
| 1962             | 1 раунд            | 14-е місце         | 11                 | 5                  | 6                  | 19                 | 23                 |                    |
| 1966             | 1 раунд            | 16-е місце         | 11                 | 2                  | 9                  | 9                  | 31                 |                    |
| 1970             | 1 раунд            | 15-е місце         | 11                 | 3                  | 8                  | 23                 | 28                 |                    |
| 1974             | 1 раунд            | 19-е місце         | 11                 | 7                  | 4                  | 24                 | 14                 |                    |
| 1978             | Фінал              | 2-е місце          | 10                 | 8                  | 2                  | 24                 | 12                 |                    |
| 1982             | 1 раунд            | 14-е місце         | 10                 | 8                  | 2                  | 24                 | 12                 |                    |
| 1986             | 2 раунд            | 11-е місце         | 8                  | 3                  | 5                  | 14                 | 18                 |                    |
| 1990             | Фінал              | 1-е місце          | 7                  | 6                  | 1                  | 18                 | 7                  |                    |
| 1994             | Фінал              | 1-е місце          | 7                  | 6                  | 1                  | 20                 | 6                  |                    |
| 1998             | Фінал              | 1-е місце          | 12                 | 11                 | 1                  | 33                 | 7                  |                    |
| 2002             | Чвертьфінал        | 5-е місце          | 9                  | 6                  | 3                  | 23                 | 14                 |                    |
| 2006             | 2 раунд            | 5-е місце          | 11                 | 8                  | 3                  | 28                 | 13                 |                    |
| 2010             | Півфінал           | 4-е місце          | 10                 | 8                  | 2                  | 26                 | 12                 |                    |
| 2014             | 2 раунд            | 13-е місце         | 9                  | 3                  | 6                  | 14                 | 22                 |                    |
| 2018             | 3 раунд            | 5-е місце          | 10                 | 8                  | 2                  | 26                 | 11                 |                    |
| 2022             | Фінал              | 1-е місце          | 7                  | 7                  | 0                  | 21                 | 4                  |                    |
| Разом            | 4 титули           | 18/20              | 169                | 107                | 62                 | 376                | 257                |                    |

- — країна-господар фінального турніру

### Чемпіонати Європи
Переможці       Срібні призери        Третє місце       Четверте місце
| Чемпіонати Європи | Чемпіонати Європи  | Чемпіонати Європи  | Чемпіонати Європи  | Чемпіонати Європи  | Чемпіонати Європи  | Чемпіонати Європи  | Чемпіонати Європи  | Чемпіонати Європи  |
| Рік               | Раунд              | Позиція            | І                  | В                  | П                  | СВ                 | СП                 |                    |
| ----------------- | ------------------ | ------------------ | ------------------ | ------------------ | ------------------ | ------------------ | ------------------ | ------------------ |
| 1948              | -                  | 3-є місце          | 5                  | 3                  | 2                  | 11                 | 6                  |                    |
| 1950              | Не кваліфікувались | Не кваліфікувались | Не кваліфікувались | Не кваліфікувались | Не кваліфікувались | Не кваліфікувались | Не кваліфікувались | Не кваліфікувались |
| 1951              | 1 раунд            | 8-е місце          | 5                  | 2                  | 3                  | 8                  | 9                  |                    |
| 1955              | 1 раунд            | 9-е місце          | 7                  | 5                  | 2                  | 15                 | 8                  |                    |
| 1958              | 1 раунд            | 10-е місце         | 11                 | 8                  | 3                  | 26                 | 19                 |                    |
| 1963              | 1 раунд            | 10-е місце         | 11                 | 8                  | 3                  | 24                 | 15                 |                    |
| 1967              | Фінальний раунд    | 8-е місце          | 10                 | 3                  | 7                  | 11                 | 25                 |                    |
| 1971              | 1 раунд            | 8-е місце          | 8                  | 6                  | 2                  | 21                 | 10                 |                    |
| 1975              | 1 раунд            | 10-е місце         | 7                  | 2                  | 5                  | 8                  | 17                 |                    |
| 1977              | 1 раунд            | 8-е місце          | 7                  | 3                  | 4                  | 12                 | 16                 |                    |
| 1979              | Фінальний раунд    | 5-е місце          | 7                  | 3                  | 4                  | 13                 | 14                 |                    |
| 1981              | 1 раунд            | 7-е місце          | 7                  | 5                  | 2                  | 15                 | 9                  |                    |
| 1983              | Фінальний раунд    | 4-е місце          | 7                  | 4                  | 3                  | 16                 | 16                 |                    |
| 1985              | Фінальний раунд    | 6-е місце          | 7                  | 1                  | 6                  | 10                 | 18                 |                    |
| 1987              | 1 раунд            | 9-е місце          | 7                  | 3                  | 4                  | 14                 | 14                 |                    |
| 1989              | Фінал              | 1-е місце          | 7                  | 6                  | 1                  | 20                 | 7                  |                    |
| 1991              | Фінал              | 2-е місце          | 7                  | 6                  | 1                  | 18                 | 7                  |                    |
| 1993              | Фінал              | 1-е місце          | 7                  | 7                  | 0                  | 21                 | 5                  |                    |
| 1995              | Фінал              | 1-е місце          | 7                  | 6                  | 1                  | 19                 | 6                  |                    |
| 1997              | Півфінал           | 3-є місце          | 7                  | 5                  | 2                  | 15                 | 8                  |                    |
| 1999              | Фінал              | 1-е місце          | 5                  | 4                  | 1                  | 13                 | 5                  |                    |
| 2001              | Фінал              | 2-е місце          | 7                  | 4                  | 3                  | 14                 | 10                 |                    |
| 2003              | Фінал              | 1-е місце          | 7                  | 7                  | 0                  | 21                 | 4                  |                    |
| 2005              | Фінал              | 1-е місце          | 7                  | 6                  | 1                  | 19                 | 8                  |                    |
| 2007              | 2 раунд            | 6-е місце          | 6                  | 4                  | 2                  | 14                 | 11                 |                    |
| 2009              | 2 раунд            | 10-е місце         | 6                  | 2                  | 4                  | 8                  | 12                 |                    |
| 2011              | Фінал              | 2-е місце          | 6                  | 4                  | 2                  | 15                 | 8                  |                    |
| 2013              | Фінал              | 2-е місце          | 6                  | 4                  | 2                  | 15                 | 9                  |                    |
| 2015              | Півфінал           | 3-є місце          | 7                  | 5                  | 2                  | 18                 | 7                  |                    |
| 2017              | Чвертьфінал        | 5-е місце          | 5                  | 3                  | 2                  | 11                 | 6                  |                    |
| 2019              | Чвертьфінал        | 6-е місце          | 7                  | 5                  | 2                  | 16                 | 9                  |                    |
| 2021              | Фінал              | 1-е місце          | 9                  | 9                  | 0                  | 27                 | 5                  |                    |
| Разом             | 7 титулів          | 31/32              | 219                | 143                | 76                 | 406                | 323                |                    |

- — країна-господар фінального турніру

### Кубок світу
Переможці       Срібні призери        Третє місце       Четверте місце
| Кубок світу | Кубок світу        | Кубок світу        | Кубок світу        | Кубок світу        | Кубок світу        | Кубок світу        | Кубок світу        | Кубок світу        |
| Рік         | Раунд              | Позиція            | І                  | В                  | П                  | СВ                 | СП                 |                    |
| ----------- | ------------------ | ------------------ | ------------------ | ------------------ | ------------------ | ------------------ | ------------------ | ------------------ |
| 1965        | Не кваліфікувались | Не кваліфікувались | Не кваліфікувались | Не кваліфікувались | Не кваліфікувались | Не кваліфікувались | Не кваліфікувались | Не кваліфікувались |
| 1969        | Не кваліфікувались | Не кваліфікувались | Не кваліфікувались | Не кваліфікувались | Не кваліфікувались | Не кваліфікувались | Не кваліфікувались | Не кваліфікувались |
| 1977        | Не кваліфікувались | Не кваліфікувались | Не кваліфікувались | Не кваліфікувались | Не кваліфікувались | Не кваліфікувались | Не кваліфікувались | Не кваліфікувались |
| 1981        | -                  | 7-е місце          | 7                  | 1                  | 6                  | 9                  | 18                 |                    |
| 1985        | Не кваліфікувались | Не кваліфікувались | Не кваліфікувались | Не кваліфікувались | Не кваліфікувались | Не кваліфікувались | Не кваліфікувались | Не кваліфікувались |
| 1989        | -                  | 2-е місце          | 7                  | 6                  | 1                  | 20                 | 5                  |                    |
| 1991        | Не кваліфікувались | Не кваліфікувались | Не кваліфікувались | Не кваліфікувались | Не кваліфікувались | Не кваліфікувались | Не кваліфікувались | Не кваліфікувались |
| 1995        | -                  | 1-е місце          | 11                 | 11                 | 0                  | 33                 | 3                  |                    |
| 1999        | -                  | 3-є місце          | 11                 | 8                  | 3                  | 26                 | 14                 |                    |
| 2003        | -                  | 2-е місце          | 11                 | 9                  | 2                  | 29                 | 8                  |                    |
| 2007        | Не кваліфікувались | Не кваліфікувались | Не кваліфікувались | Не кваліфікувались | Не кваліфікувались | Не кваліфікувались | Не кваліфікувались | Не кваліфікувались |
| 2011        | -                  | 4-е місце          | 11                 | 8                  | 3                  | 28                 | 15                 |                    |
| 2015        | -                  | 2-е місце          | 11                 | 10                 | 1                  | 30                 | 8                  |                    |
| 2019        | -                  | 7-е місце          | 11                 | 5                  | 6                  | 14                 | 19                 |                    |
| 2023        | Майбутнє змагання  | Майбутнє змагання  | Майбутнє змагання  | Майбутнє змагання  | Майбутнє змагання  | Майбутнє змагання  | Майбутнє змагання  | Майбутнє змагання  |
| Разом       | 1 титул            | 8/14               | 80                 | 58                 | 22                 | 189                | 90                 |                    |

### Світова ліга
Переможці       Срібні призери        Третє місце       Четверте місце
| Світова ліга таблиця | Світова ліга таблиця | Світова ліга таблиця | Світова ліга таблиця | Світова ліга таблиця | Світова ліга таблиця | Світова ліга таблиця | Світова ліга таблиця |
| Рік                  | Раунд                | Позиція              | І                    | В                    | П                    | СВ                   | СП                   |
| -------------------- | -------------------- | -------------------- | -------------------- | -------------------- | -------------------- | -------------------- | -------------------- |
| 1990                 | Фінал                | 1-е місце            | 14                   | 11                   | 3                    | 37                   | 21                   |
| 1991                 | Фінал                | 1-е місце            | 18                   | 16                   | 2                    | 52                   | 16                   |
| 1992                 | Фінал                | 1-е місце            | 18                   | 16                   | 2                    | 50                   | 17                   |
| 1993                 | Півфінал             | 3-є місце            | 22                   | 20                   | 2                    | 62                   | 17                   |
| 1994                 | Фінал                | 1-е місце            | 16                   | 12                   | 4                    | 38                   | 19                   |
| 1995                 | Фінал                | 1-е місце            | 17                   | 14                   | 3                    | 45                   | 19                   |
| 1996                 | Фінал                | 2-е місце            | 17                   | 14                   | 3                    | 45                   | 19                   |
| 1997                 | Фінал                | 1-е місце            | 17                   | 14                   | 3                    | 47                   | 17                   |
| 1998                 | Фінальний раунд      | 4-е місце            | 15                   | 7                    | 8                    | 27                   | 26                   |
| 1999                 | Фінал                | 1-е місце            | 16                   | 12                   | 4                    | 42                   | 20                   |
| 2000                 | Фінал                | 1-е місце            | 18                   | 13                   | 5                    | 44                   | 33                   |
| 2001                 | Фінал                | 2-е місце            | 17                   | 12                   | 5                    | 41                   | 24                   |
| 2002                 | Півфінал             | 4-е місце            | 17                   | 14                   | 3                    | 44                   | 19                   |
| 2003                 | Півфінал             | 3-є місце            | 17                   | 10                   | 7                    | 37                   | 27                   |
| 2004                 | Фінал                | 2-е місце            | 15                   | 9                    | 6                    | 34                   | 22                   |
| 2005                 | 1 раунд              | 7-е місце            | 12                   | 6                    | 6                    | 22                   | 26                   |
| 2006                 | 2 раунд              | 6-е місце            | 16                   | 7                    | 9                    | 32                   | 31                   |
| 2007                 | 1 раунд              | 9-е місце            | 12                   | 4                    | 8                    | 19                   | 30                   |
| 2008                 | 1 раунд              | 7-е місце            | 12                   | 8                    | 4                    | 30                   | 22                   |
| 2009                 | 1 раунд              | 7-е місце            | 12                   | 8                    | 4                    | 27                   | 17                   |
| 2010                 | 2 раунд              | 6-е місце            | 14                   | 9                    | 5                    | 35                   | 21                   |
| 2011                 | 2 раунд              | 6-е місце            | 15                   | 11                   | 4                    | 35                   | 18                   |
| 2012                 | 1 раунд              | 11-е місце           | 12                   | 5                    | 7                    | 23                   | 28                   |
| 2013                 | Півфінал             | 3-є місце            | 14                   | 10                   | 4                    | 35                   | 23                   |
| 2014                 | Півфінал             | 3-є місце            | 16                   | 9                    | 7                    | 33                   | 25                   |
| 2015                 | 2 раунд              | 5-е місце            | 14                   | 7                    | 7                    | 26                   | 31                   |
| 2016                 | Півфінал             | 4-е місце            | 13                   | 7                    | 6                    | 25                   | 20                   |
| 2017                 | 1 раунд              | 12-е місце           | 9                    | 2                    | 7                    | 13                   | 23                   |
| Разом                | 8 титулів            | 28/28                | 425                  | 287                  | 138                  | 1000                 | 631                  |

- — країна-господар фінального турніру

### Ліга націй
Переможці       Срібні призери        Третє місце       Четверте місце
- — країна-господар фінального турніру

| Рік   | Місце проведення | Раунд           | Позиція | І  | В  | П  | СВ  | СП  |
| ----- | ---------------- | --------------- | ------- | -- | -- | -- | --- | --- |
| 2018  | Франція          | Фінальний раунд | 8       | 15 | 8  | 7  | 30  | 28  |
| 2019  | США              | Фінальний раунд | 8       | 15 | 8  | 7  | 31  | 25  |
| 2021  | Італія           | Фінальний раунд | 10      | 15 | 7  | 8  | 28  | 33  |
| 2022  | Італія           | Півфінал        | 4       | 15 | 11 | 4  | 35  | 16  |
| 2023  | Польща           | Півфінал        | 4       | 15 | 10 | 5  | 33  | 17  |
| 2024  | Польща           | Чвертьфінал     | 5       | 13 | 9  | 4  | 31  | 17  |
| Разом |                  | Титулів 0       | 6/6     | 90 | 53 | 35 | 188 | 136 |

## Склад
Список гравців, які заявлені на матчі Олімпійських ігор 2024
| N° | Спортсмен            | Позиція               | Дата народження  | Клуб               |
| -- | -------------------- | --------------------- | ---------------- | ------------------ |
|    | Сімоне Джаннеллі     | Зв'язуючий            | 9 серпня 1996    | «Перуджа»          |
|    | Ріккардо Сбертолі    | Зв'язуючий            | 23 травня 1998   | «Трентіно Воллей»  |
|    | Юрі Романо           | Діагональний          | 26 липня 1997    | «П'яченца»         |
|    | Алессандро Боволента | Діагональний          | 27 травня 2004   | «П'яченца»         |
|    | Джанлука Ґалассі     | Центральний блокуючий | 24 липня 1997    | «Веро Воллей»      |
|    | Роберто Руссо        | Центральний блокуючий | 23 лютого 1997   | «Перуджа»          |
|    | Джованні Сангінетті  | Центральний блокуючий | 14 Квітня 2000   | «Модена Воллей»    |
|    | Алессандро Мікелетто | Догравальник          | 5 грудня 2001    | «Трентіно Воллей»  |
|    | Данієле Лавія        | Догравальник          | 4 листопада 1999 | «Трентіно Воллей»» |
|    | Лука Порро           | Догравальник          | 9 травня 2004    | «Модена Воллей»    |
|    | Маттіа Боттоло       | Догравальник          | 3 січня 2000     | «Лубе Воллей»      |
|    | Фабіо Балазо         | Ліберо                | 20 жовтня 1995   | «Лубе Воллей»      |

## Тренери
- Хуліо Веласко